# SN 2007ml
SN 2007ml – supernowa typu Ia odkryta 9 października 2007 roku w galaktyce A003153+0008. W momencie odkrycia miała maksymalną jasność 21,80m.